# Rolv Wesenlund
Rolv Helge Wesenlund (17. september 1936 i Horten - 18. august 2013) var en norsk komiker, skuespiller og sanger. Han er mest kendt for rollen som Marve Fleksnes i TV-serien Fleksnes.

## Baggrund
Søn af Mary og Helge Wesenlund, opvokset i Horten. Som saksofonist vandt han norgesmesterskabet for amatørjazzmusikere to gange. Både i gymnasiet og som statsvidenskabsstudent ved Universitetet i Oslo 1955–59 var han en aktiv skribent i aviser som Morgenbladet og Dagbladet.
Wesenlund kunne som voksen se sin far for sig, den sidste gang han var i land. Wesenlund var da tre år, og skibet hvor hans far var stuert, lå til kaj i Gøteborg. Han sejlede i linjefart mellem Norden, Japan og Australien. Ved freden i maj 1945 var alle i Horten fremmødt på kajen i påvente af søfolkene, der omsider kom hjem. Men Wesenlunds far lod ikke høre fra sig. Han havde etableret sig som kok i Sidney i 1940, da krigen forhindrede ham i at komme hjem, og planlagde at få kone og søn over til Australien. Men så mødte han en irsk-britisk kvinde, der blev gravid. Han benyttede sig dog ikke af den norske bigamilov, men ventede til hans norske kone døde i 1959, kun 50 år gammel, inden han giftede sig igen. Wesenlunds mor sagde aldrig et ondt ord om sin troløse mand, men hun isolerede sig resten af livet. Først i 1970'erne genså far og søn hinanden. Senior besøgte aldrig Norge igen, men Wesenlund fløj til Australien flere gange. Far og søn var enige om at lade fortid være fortid, men havde udvekslet breve, og Wesenlund mødte nu for første gang sin halvbror Thor, der ikke havde anet noget om sin halvbror eller sin fars fortid. Thor var oprørt over fortielsen, men de to halvbrødre nåede at få god kontakt og holdt den resten af livet. For sjov talte de om at skrive hver sin bog med titlen Min bror var enebarn.

## Manden bag "Bergenbeat"
Wesenlunds baggrund som musiker skaffede ham stillingen som indspilningsansvarlig for Norsk A/S Philips. Da det i 1964 kom til musikerstrejke i Norge (dvs. i Oslo), tog Wesenlund ligeså godt turen til Bergen, skrev kontrakter med en række bands og lancerede begrebet "Bergen beat", inspireret af den britiske Merseybeat-bølge. Fænomenet "Bergen beat" blev toppet af bandet The Stringers, der dankede selveste Beatles ud med pladen Do you love me anymore. Wesenlund havde skaffet Stringers pladekontrakt allerede i 1963, og vokalisten Helge Nilsen var kun 16 år, da han stod på Chat Noirs scene i Oslo.
Fjernsynsreklame fandtes ikke den gang, men Helge Nilsen spillede også fodbold for sportsklubben Brann. Under en kamp mod Skeid på Bislett stadion i 1964 kom Wesenlund til mikrofonen og oplyste publikum om, at Nilsen var Branns nummer 7. Så spillede han Do you love me anymore over højtaleren. "Han formede en hel generation bergensere," sagde Helge Nilsen ved Wesenlunds bortgang.

## Voksenliv
Savnet af en far, der aldrig vendte tilbage, prægede Wesenlund hele livet. Per Egil Hegge gik i den posthume biografi Rolv Wesenlund ...og takk for det komikeren nært ind på livet, hans indadvendte sider, religiøse grublerier, og periodevis anstrengte forhold til nære samarbejdspartnere. Wesenlund var ærlig om sit angstproblem og en sceneskræk, der til tider medførte sykehusindlæggelse.
Wesenlund og hans kone gennem 30 år, Ruth, var bosat i en otteværelses lejlighed på Frogner terrasse i Oslo, men havde også feriebolig i Cannes. Parret fik tre børn, mest kendt er skuespillerinden Mette Wesenlund. Hun gik i klasse med senere statsminister Jens Stoltenberg, som derfor kom meget i hjemmet og holdt tale i Wesenlunds begravelse: "Norge har fostret mange ruvende kunstnere, men bare én Rolv Wesenlund," sagde Stoltenberg.
Wesenlund fik statsbegravelse i Frogner kirke, hvor han også havde giftet sig. Han havde selv regisseret sin begravelse med sang af Sven-Bertil Taube akkompagneret af pianisten Kari Stokke.
Wesenlund modtog en række udmærkelser: Hædersprisen under Komiprisen, Amanda-prisens hæderspris, hædersprisen under Gullruten, ridder af 1. klasse av St. Olavs Orden, Lytterprisen, Vestfold fylkeskommunes kunstnerpris, "Årets Ølhund", Leonardstatuetten, Leif Justers ærespris og Wenche Foss' ærespris. Kort tid inden Wenche Foss døde den 28. mars 2011, udtalte hun sit håb om, at årets pris ville gå til hendes gode ven Rolv Wesenlund, der "har skabt mere latter og glæde end nogen andre norske kulturpersonligheder gennem 50 år".

## Filmografi
- 2006 Wesensteen (optrædener i "Wesensteen"[15] sammen med Harald Heide Steen jr.).
- 2006 Rolv 70 (mange forskellige klip fra hans optrædener i anledning af hans 70-års fødselsdag).[16]
- 2002 Himlen kan vente (Fleksnes 1 – jubilæumsudgave), Marve Fleksnes.
- 1994-00 Wesenstund (programleder i talkshow, også sammen med Kari Stokke). I Wesenstund nr 250 fik de besøg af statsminister Kjell Magne Bondevik.[17]
- 1997 Og tak for det (humorserie med Wesensteen).[18]
- 1994 Fredrikssons fabrik - The movie, i rollen som Nilsen.
- 1992 Ude af drift, i rollen som Reidar Willien.
- 1990 Camping
- 1985 Dejlig er fjorden, i rollen som Terje Svahberg.
- 1984 SK917 er netop landet, i rollen som Roland Marthiniussen.
- 1988, 1982, 1976, 1974, 1972 Fleksnes (Fleksnes' fataliteter)
- 1982 Henrys bakværelse, i rollen som første kunde.
- 1982 Olsenbandens aller siste kupp, i rollen som inspektøren.
- 1981 Den grønne heisen, i rollen som Fredrik Borkman.
- 1981 Göta Kanal - eller hvem dro ut proppen? (orig. Göta Kanal – eller vem drog ur proppen?), i rollen som nordmannen Ole.
- 1981 Seks barn på flukt (orig. Barna från Blåsjöfjället), i rollen som norsk chauffør.
- 1978 Firmaskogturen (orig. Firmaskovturen)
- 1978 Picassos eventyr (orig. Picassos äventyr...tusen kärleksfulla lögner) – i rollen som Edvard Grieg som elektriker.
- 1977 Familien Gyldenkål vinder valget.
- 1976 Bør Børson II, i hovedrollen.
- 1974 Bør Børson Jr., i hovedrollen.
- 1974 Den siste Fleksnes, i hovedrollen.
- 1974 Ungen i rollen som gendøberen.
- 1972 Kjære Husmor
- 1972 Ture Sventon - privatdetektiv, i rollen som Muhammed.
- 1971 Norske byggeklosser (flere udgivelser), en række forskellige roller.
- 1970 Douglas, i rollen som agenten Douglas.
- 1969 Tipp topp – kusmorfilmen høsten 1969
- 1968 Mannen som ikke kunne le
- 1967 Jungelboka (orig. The Jungle Book)
- 1967 Liv
- 1966 How I Became an Art Collector Without Really Trying
- 1966 Hurra for Andersens!, i rollen som Hermansen.